# Charbonnières-les-Varennes
Charbonnières-les-Varennes é uma comuna francesa na região administrativa de Auvérnia-Ródano-Alpes, no departamento Puy-de-Dôme. Estende-se por uma área de 31,81 km². Em 2010 a comuna tinha 1 785 habitantes (densidade: 56,1 hab./km²).